# Philaenus griseus
Philaenus griseus är en insektsart som först beskrevs av Costa 1836.  Philaenus griseus ingår i släktet Philaenus och familjen spottstritar. Inga underarter finns listade i Catalogue of Life.